# 틸란드시아속
틸란드시아속은 멕시코 북부, 미국 남부, 중앙아메리카, 카리브 해안, 아르헨티나 중부의 삼림과 산에 자생하는, 파인애플과에 속한 다년생 상록현화식물의 한 속이며 아메리카 대륙의 적도 열대우림, 높은 고도의 안데스산맥, 바위로 뒤덮힌 지역, 루이지애나의 늪 등의 다양한 환경에서 자생해왔다. 이 속을 흔히 공기식물Airplants이라 부른다. 틸란드시아속에 속한 대부분의 종들은 착생식물이다. 어떤 것들은 기생식물이라고 불리는데, 최소한의 뿌리 체계를 가지고 있으며 사막의 토양에서 자란다. 일반적으로 이파리가 가는 종류는 비가 많이 오는 지역에, 이파리가 굵은 종류는 좀 더 가물 일이 많은 지역에 분포한다. 대부분의 종류는 잎과, 잎에 난 트리콤을 통해 비, 이슬, 먼지, 썩어가는 낙엽과 곤충 유래 물질에서 영양분과 수분을 흡수한다. 파인애플과 전체에서 제일 큰 속으로 여겨진다.

## 분포
틸란드시아속 식물은 적도의 열대우림, 높은 안데스산맥, 루이지애나의 늪(나뭇가지 위에 걸려 자라는 수염틸란드시아)과 같은 다양한 환경에서 자생해왔다. 물론 바위나 지붕, 심지어 전화선 위에서도 자랄 수 있다. 물론 틸란드시아는 착생식물이다.
춥고 습한 지역에서 살아가는 녹색을 띄는 종류는 주로 지면의 그늘이나 숲의 저층부에서 자라난다. 이와 반대로 거의 모든 회색 종류는 습도가 높고 강수량이 적은 지역에서 자라난다. 이 녀석들은 강한 햇빛을 좋아하므로 수관 상층부, 드물게는 땅 위의 바위에서 자라난다. 회색을 띄는 종류는 대부분 바위에서 자란다. 어떤 종들은 다소 건생형이다.
더운곳에 살수록 다육질잎이 두꺼워 진다.

## 생태
틸란드시아속에 속한 식물들은 다양한 생리적, 형태적 다양성을 보여주어, 이 속은 생물다양성의 훌륭한 예시가 되었다. 식물, 바위 등이 다양한 서식지에서 살아가는 종들은 다른 식물이나 물질에 걸치기 위한 용도의 뿌리 체계, 수분과 양분을 흡수하기 위해 변형된 트리콤과 같은 적응을 해냈다. 틸란드시아속의 종들은 일반적으로 이파리가 모여 로제트 형태를 띠는데, 물과 부식된 유기물을 모아서, 표면을 통해 영양분과 수분을 흡수하는 역할을 한다. 꽃들은 보통 색상이 밝고 다양하며, 꽃은 줄기에서 피어난다. 꽃은 빨강, 노랑, 자주, 분홍색 등등의 다양한 색상을 띄어서 꽃가루를 매개하는 동물을 유혹한다. 잎도 꽃이 필 때 덩달아 색깔이 바뀐다. 틸란드시아속 식물을 곧잘 수분시켜주는 것들로는 나방, 벌새, 최근에 수분에 참여한다는 게 알려진 박쥐 등이 있다. 한 번 개화한 이후에는 더 이상 성장하지 않고 죽을 때까지 영양생식에 모든 역량을 집중하게 된다.
틸란드시아속에 속한 식물들은 낮에는 기공을 닫아 수분 손실을 막고, 밤에는 열어서 이산화탄소를 고정시키고 산소를 방출하는 CAM 공정이라 불리는 과정을 통해 광합성을 한다. 이를 통해 수분을 보존할 수 있는데, 착생식물에게는 꼭 필요한 능력이다. 제대로 기능하는 뿌리 체계가 없으며, 대신 트리콤이라 불리는 작은 구조를 통하여 잎으로 물을 흡수한다. 틸란드시아속 종들은 공기 중의 잔해와 먼지에서도 영양분을 흡수한다. 틸란드시아속 식물의 뿌리는 표면에 식물체를 안정하게 고정시키는 비계 역할을 하도록 자라난다. 온도는 그리 중요하지 않아서, 10 °C (50 °F)-32 °C (90 °F)에 이르는 온도에서 정상적으로 살아갈 수 있다. 서리 저항성은 종에 따라 다르다. 예를 들어 수염틸란드시아는 밤에 −10 °C (14 °F)에 이르는 온도에서도 서리 저항성을 유지한다.
틸란드시아속 식물이 물을 빨아들이면, 물을 잔뜩 머금은 트리콤 밑의 조직을 다시 볼 수 있게 되어, 식물이 초록색이 된 것처럼 보인다. 이렇게 되면 식물은 더 많은 양의 빛을 받아들일 수 있다. 햇빛에 식물이 마르면 다시 하얗게 변한다. 이러한 특별한 생존 방식 덕분에 이 뿌리가 없는 식물은 안개 방울이건 빗물이건 빨아들여 필요한 물을 얻어낸다.
대부분의 종들에게 있어 생장에 이상적인 온도는 20 °C - 25 °C이며 최소 10 °C, 최대 30 ° C이다. 몇몇은 -10 °C 까지도 버틸 수 있지만, 주로 높은 지역에 서식하는 몇몇은 약간의 짧은 서리를 견뎌내고 약한 겨울 날씨에서 1년 내내 살아갈 수 있다.
수명은 소형종의 경우 1~2년을 넘지 않으며, 시들틸란드시아같은 중대형종은 20년을, 틸란드시아 그란디스같은 초대형종은 40년을 넘기기도 한다.
틸란드시아속 식물은 씨앗을 만들 수도 있지만 옆에 새끼(신아, 자구, pup, offset)를 만들 수 있는데 이를 영양생식이라고 한다. 씨앗의 발아는 다소 까다롭기 때문에 새로운 품종을 만들 목적이 아닌 이상 일반적으로 영양생식을 통해 번식시킨다. 자구가 계속 붙어서 자라면 자구가 불어나 다발을 이룬다. 개체는 꽃을 피우고 나면 더 이상 성장하지 않고 고사할 때까지 자구나 씨방을 만드는 데 모든 역량을 쏟아붓는다.

## 재배
틸란드시아속 식물은 착생식물이므로 흙과 화분을 구비할 필요가 없어서 상대적으로 관리가 쉽다는 장점이 있다. 그러나 고유한 특성을 알지 못하면 제대로 기를 수 없을 것이다.
틸란드시아속 식물에 수분을 공급할 때는, 분무기를 사용하기도 하지만 보통 대야에 30분에서 두 시간 정도 흠뻑 담가두는 방식을 사용한다. 하지만 틸란드시아속 식물은 대부분 비가 한 번 쏟아지고 나면 말라버리는 건조한 지역에 서식하므로, 장기간 수분에 뒤덮인 상태로 방치하면 썩어버릴 가능성이 크다. 가운데 줄기가 한 번 썩기 시작하면 회생은 거의 힘들다. 특히 통통틸란드시아같은 다육질의 틸란드시아, 시들틸란드시아처럼 이파리 안쪽에 물이 고이기 좋은 형태를 띠는 종류가 과습에 취약하다. 그러므로 한 번 물을 준 다음에는 확실하게 말려주는 것이 중요하다. 또한 수염틸란드시아처럼 두텁게 얽히는 종들은 환기가 잘 되지 않으면 안쪽의 개체부터 죽어나가므로 주의하여야 한다. 또한 지나치게 오랫동안 물을 주지 않아 속줄기까지 말라버리면 과습에 크게 취약해지고 회생이 힘들어진다.
트리콤이 발달된 종류는 물이 충분하면 녹색을 띄고, 물이 모자라면 은회색을 띄는 것으로 수분이 충분한지 파악할 수 있으나 틸란드시아 '사만사'처럼 트리콤이 발달하지 않은 종류는 이런 방식으로 파악하기 어렵다. 시들틸란드시아처럼 이파리가 얇고 넓은 경우 물이 모자라면 이파리가 곱슬거리고 물이 충분하면 펴진다. 트리콤이 발달한 개체일수록 수분 흡수 능력이 뛰어나야 하는 건조한 지역에서 서식하는 종류이므로 물을 가끔 주고, 수염틸란드시아처럼 원래 크기가 작거나 서식지에 수분이 풍부하여 트리콤을 발달시킬 필요가 없었던 종류일수록 물을 자주 줘야 한다. 대개 이파리가 얇은 종류는 비가 자주 내리는 지역에, 두꺼운 종류는 곧잘 가무는 지역에 분포한다. 대다수의 종들은 이파리의 트리콤이라 불리는 부위를 통해 빗물, 이슬, 먼지, 썩어가는 이파리와 곤충 시체의 부산물에서 수분과 영양분을 흡수한다. 잎은 전반적으로 미세한 은빛 솜털같이 생긴 트리콤으로 뒤덮여있는데 이를 이용하여 공기 중 수증기와 유기물을 흡수한다. 트리콤은 물리력에 벗겨질 수 있으며 벗겨진 트리콤은 재생되지 않는다. 트리콤이 뻣뻣하고 이파리가 두터울수록 더 많은 햇빛을 필요로 한다.
번식 방법은 종자, 자구의 두 가지 방식이 존재한다. 자구는 단순히 모체로부터 충분히 자라면 내키는 대로 분리해주면 되는 반면, 씨앗은 발아시켜서 어느 정도의 크기로 키우는 과정이 오래 걸리고 조금 까다로우므로 별로 선호되지 않는다. 씨앗의 크기는 굉장히 작으며 곧은 솜털이 잔뜩 달려있는데 이를 통해 바람을 타고 날아가거나 물을 머금어 발아하기 쉬운 조건을 만든다. 광발아하므로 햇빛이 필요하며, 환기 또한 어느 정도 필요하다. 씨앗에서 제대로 녹색을 보이는 데 2-3주가 소요되는데, 발아한 시점부터는 물을 준 다음에 확실하게 건조시켜야 한다. 종류에 따라 2-3년까지 굉장히 느리게 성장하다가, 어느 시점에 생장 속도가 급격히 빨라진다. 종류에 따라 개체가 만들어내는 자구의 개수가 달라서, 어떤 종류는 개체별로 하나의 자구를, 어떤 종류는 열 개 이상의 자구를 만들어낸다.
자연광만을 쬐여줄 경우 9-10월에 제일 큰 성장을 보인다.
대부분 성장 속도가 느린 편이다. 비료나 호르몬 등의 조치를 취할 경우 성장속도를 늘릴 수 있으며, 이 밖에도 햇빛이 약한 날이나 계절에 생장등을 배치하고, 생장방 등의 밀폐된 공간에서 다량의 이산화탄소를 공급하는 등의 조치를 취할 수 있다.
수염틸란드시아처럼 서로 얽혀 자라는 경우가 아닌 이상 바닥에 내려놓고 키워도 좋으나, 원래의 습성대로 착생시키거나 공예철사나 끈 따위로 공중에 띄우기도 한다. 공중식물이라고 불리는 틸란드시아 (주로 길러지는 것들 중에서는 캄틸란드시아, 드물게는 틸란드시아 세쿤다 등을 제외한 모든 종류)의 뿌리는 아이젠의 역할을 할 뿐 수분과 영양분을 흡수하지 못하여, 분무기로 물을 뿌려주거나 일정 시간 동안 물 속에 푹 담그는 방식으로 급수하게 된다. 석회질 물을 급여해서는 안 된다. 가능하다면 이끼로 뒤덮이거나 푸르른 지붕에서 흘러내린 빗물이 제일 좋다.
그다지 춥지 않은 지역에 서식하므로 일반적으로 겨울에는 15도, 적어도 10도 이하의 온도에 장기간 노출되지 않게 주의하여야 냉해를 막을 수 있다.
대부분 강한 햇빛을 좋아한다. 하지만 대부분의 종류는 직접광보다는 간접광을 선호하므로 강한 햇빛 아래의 그늘에서 키우는 편이 안전하다. 일부 애호가, 전문 종사자 등의 경우 생장을 촉진시키기 위해 광합성 효과가 극대화되도록 특별히 파장이 조절된 생장등을 사용하기도 한다. 대한민국과 같은 사계절이 뚜렷한 지역에서는 겨울이 온도, 환기 문제와 맞물려 고비로 꼽힌다.
액체형 비료를 급여하기도 하나, 서너 달에 한 번 정도면 충분하다. 과도하게 급여하면 웃자라서 보기 흉해지고 트리콤이 제대로 형성되지 못할 위험이 있다. 대야에 액비를 두세 방울 급여하여 담가두거나, 분무기에 액비 몇 방울을 넣고 뿌리면 된다. 이 밖에도 수돗물보다는 다양한 미네랄을 함유하는 빗물을 급수하는 것이 좋은데, 바람에 휘말려 날아갈 수 있으므로 바깥에 방치하는 것보다는 빗물을 받아서 담가두는 것이 좋다. 특히 천둥번개가 치는 날에 모은 빗물은, 번개로 인해 식물이 흡수하기 편한 형태로 변한 질소를 풍부하게 함유하고 있기 때문에 더욱 좋다. 그 외에도 원산지에서는 잎사귀 사이의 고인 물에 콩과의 뿌리혹박테리아처럼 질소를 고정하는 박테리아가 서식하는 종류도 존재한다. 틸란드시아속 식물의 이파리는 염분 등의 독성 물질에 민감하다. 특히 붕소, 구리, 아연에 취약하므로 이 세 성분이 함유된 비료는 피하도록 하자. 질소가 함유된 비료를 주는 것이 좋다.
환기가 잘 되어야 잘 자라기 때문에, 집안에서 기르기는 힘들 수 있다. 특히 수염틸란드시아같은 작은 종일수록 환기 미비에 취약하다. 판매되는 제품의 경우 장식용 곽을 뒤집어쓴 경우가 있는데 얼른 떼어주도록 하자. 집에서 틸란드시아속 식물을 많이 기르는 경우 작은 선풍기를 이용하기도 한다. 가끔 밀폐 상태에 가까운 테라리움 안에서 키우기도 하는데 그렇게 되면 생존하기 힘들다. 환기가 다소 미비해도 공기순환이 적절히 이루어진다면 괜찮다.
CAM 식물이기 때문에 밤에 이파리가 젖어있으면 물을 흡수하지 못하고 썩어버릴 수 있다. 적어도 저녁에 물을 주고 밤에는 마른 상태를 유지하여야 하며, 아침에 물을 주는 것이 좋다.
틸란드시아속 식물은 기후가 알맞으면 관리를 크게 하지 않고도 부쩍 자라나지만 열대, 아열대 지역이 원산지인 종류가 대다수이기 때문에 대한민국과 같은 온대지역에서는 열대지역과는 다른 방식으로 키울 필요가 있다. 틸란드시아속 식물에게 직사광선보다는 간접광이 이롭다는 말은 열대지역에서나 통용될 뿐이며, 온대지역에서는 여름을 제외하면 최대한 오랫동안 햇빛에 직접적으로 노출시켜야 한다. 햇빛이 강하지 않다면 반사성 물질을 이용해 식물이 접하는 광량을 늘릴 수 있다. 겨울철에는 생장속도가 크게 느려지므로 급수 주기를 길게 조절하며, 차가운 물에 담가두기보다는 물의 온도를 미지근하게 조절하거나 분무하는 방식이 낫다. 창틀 근처에 두면 동해를 입을 수 있다. 겨울철은 햇빛이 약해지므로 직광이 좋으며 생장등을 사용해서 웃자람을 예방하는 게 좋다. 다만 급수 주기를 길게 조절하면 웃자람 예방에 크게 도움이 된다.
틸란드시아속 식물은 다른 브로멜리아드처럼 수분을 통한 씨앗 형성으로 번식할 수 있다. 틸란드시아속 식물은 대개 자가수정이 불가능하기 때문에, 같은 종의 다른 개체로부터 꽃가루를 가져와야 한다. 틸란드시아속 식물이 꽃을 피우기까지는 수 년이 지나야 한다. 씨앗을 맺고 나면 어머니 개체의 수명은 머지 않아 끝난다.
공기식물은 관리가 간편한 가정용 식물로서 인기가 급격하게 늘어나고 있다. 공기식물은 뿌리 체계가 최소화되어 있고 특유의 다양한 적응 방식을 가지고 있기 때문에, 대개 물을 자주 줄 필요가 없으며, 일주일에 네 번이면 충분하고, 물을 다시 주기 전까지 식물이 완전히 마르게 된다. 필요한 광량은 종에 따라 다르다; 틸란드시아속 식물은 보통 착생시키거나, 테라리움 안에 배치되거나, 단순히 장식적인 효과를 위해 조가비 안에 배치할 수 있다.
그늘에서
주로 관상적인 가치를 위해 키워지는 식물이지만, 포름알데히드 등의 발암물질 제거에 탁월하다고 알려져있다.

## 분류
틸란드시아라는 속의 이름은 스웨덴의 내과 의사이자 식물학자인 엘리아스 틸란즈 박사(1640–1693)가 '틸란더Tilander'라고 명명한 후에, 칼 린네가 틸란즈 박사의 이름을 따 개명한 것이다. 틸란드시아속 식물의 일반적인 형태로는 로제타형, 알뿌리형, 공이끼형, 수염형 등이 있다. 틸란드시아속에는 650여 종이 속해있으며, 그 중 635종이 착생식물로 여겨지고, 전통적으로 일곱 개의 아속으로 분류된다:
- Tillandsia subg. Allardtia (A. Dietr) Baker
- Tillandsia subg. Anoplophytum (Beer) Baker
- Tillandsia subg. Diaphoranthema (Beer) Baker
- Tillandsia subg. Phytarrhiza (Vis.) Baker
- Tillandsia subg. Pseudalcantarea Mez
- Tillandsia subg. Pseudo-Catopsis Baker
- Tillandsia subg. Tillandsia

- 다음과 같은 네 종이 CITES II로 보호된다:[31]
- Tillandsia harrisii
- Tillandsia kammii
- Tillandsia mauryana
- Tillandsia xerographica

위키백과에 작성된 개별 종에 대해서는 분류:틸란드시아속를 참고할 수 있다.

## 사진

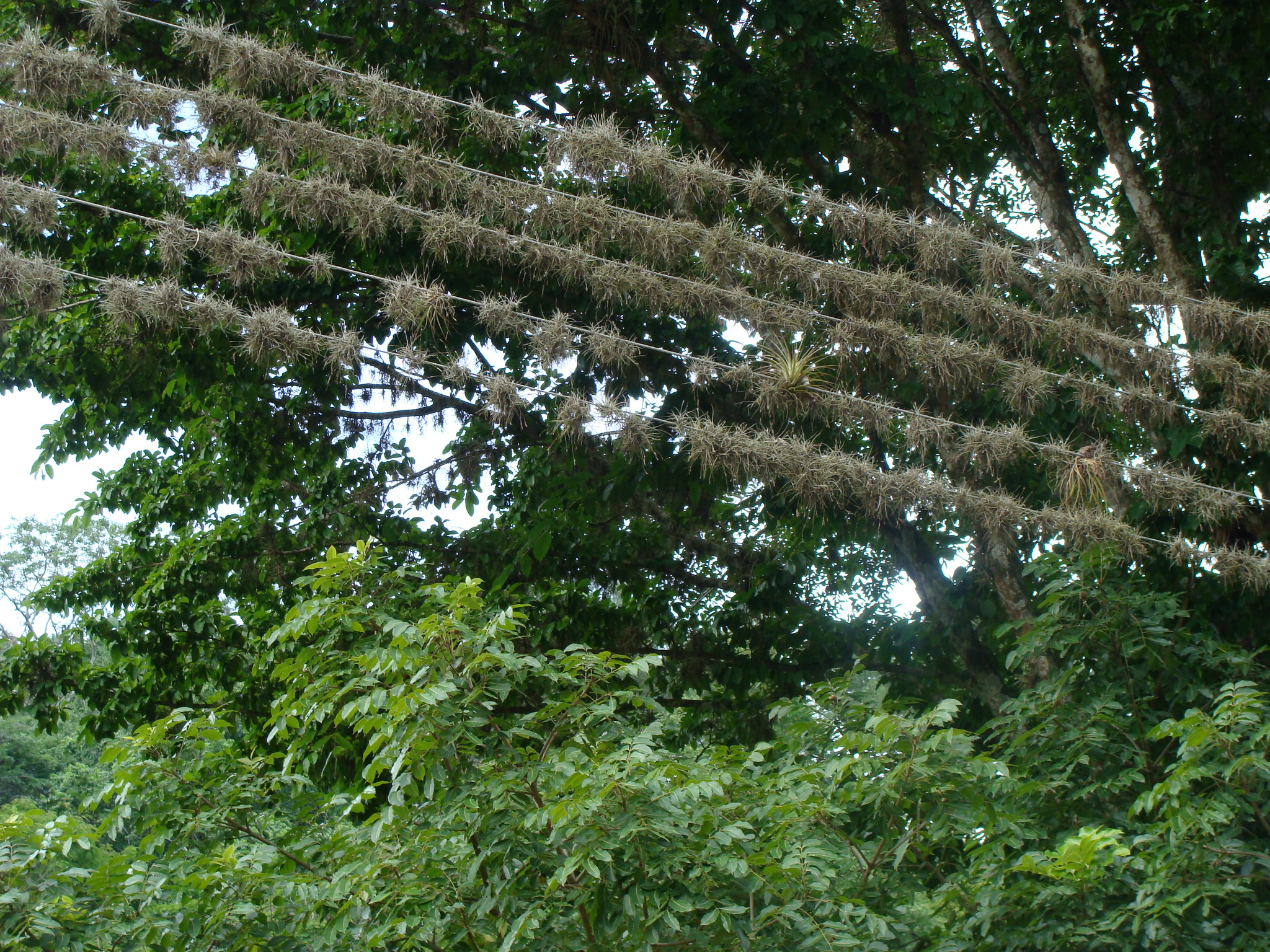
베네수엘라 산후안데로스모로스 근방의 전깃줄에 매달린 공이끼틸란드시아와 다른 파인애플과의 식물들
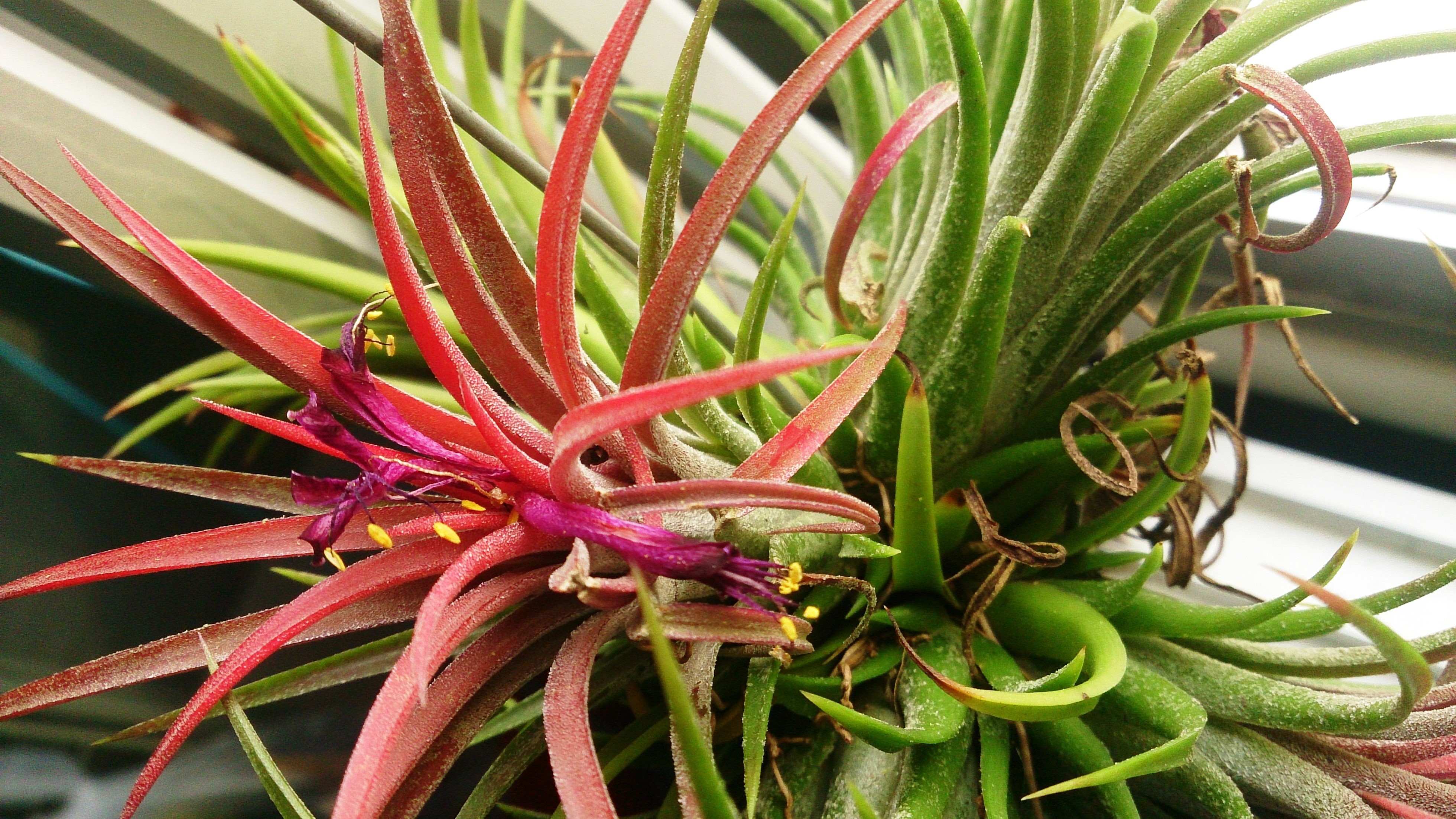
꽃이 피어나면서 이파리가 붉어진 틸란드시아 이오난사. 어떤 이파리들에 잘 긁히는 은색 트리콤이 나있는 것을 볼 수 있다.
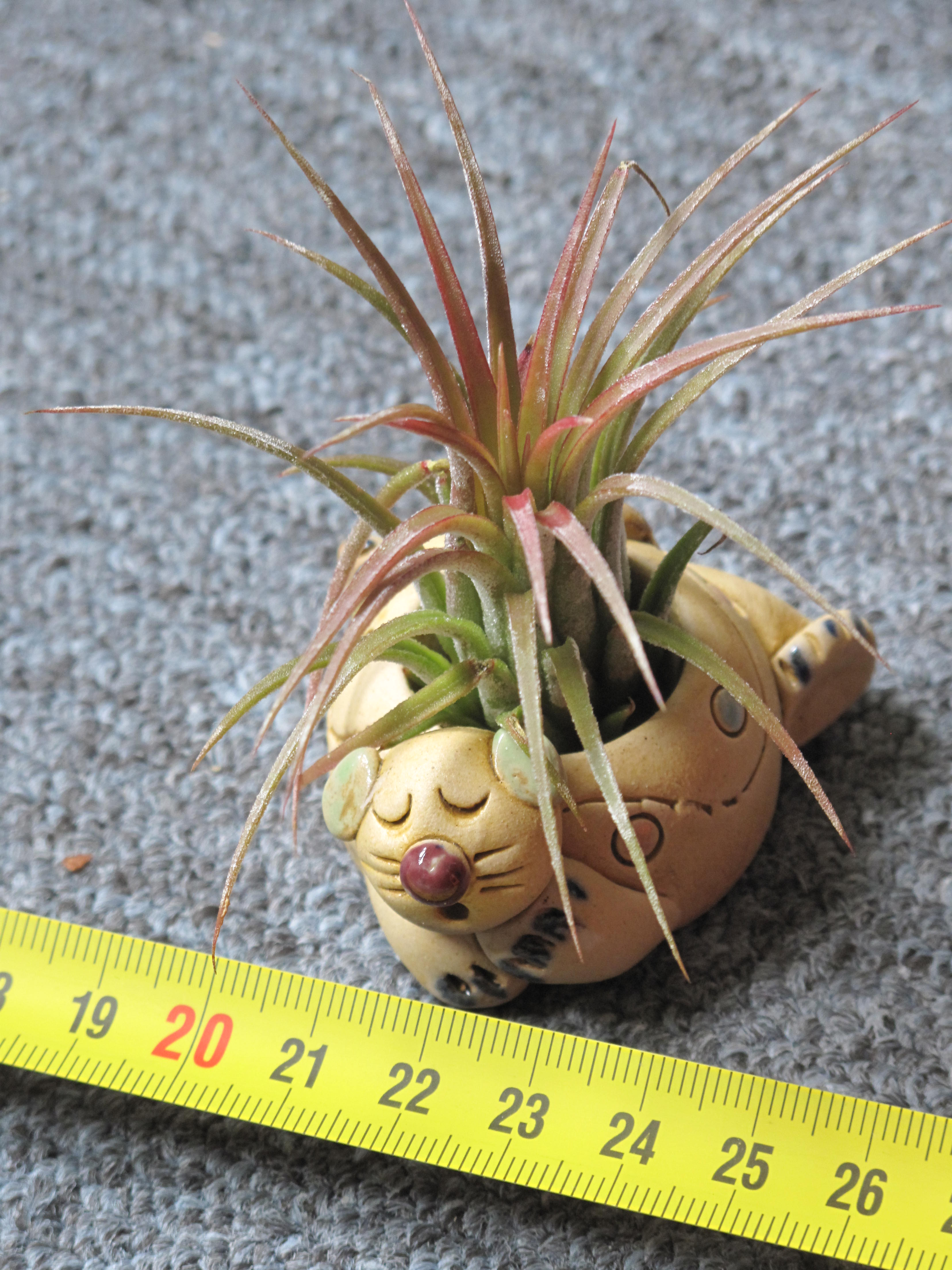
장식용 화분 안에 담긴 하늘틸란드시아
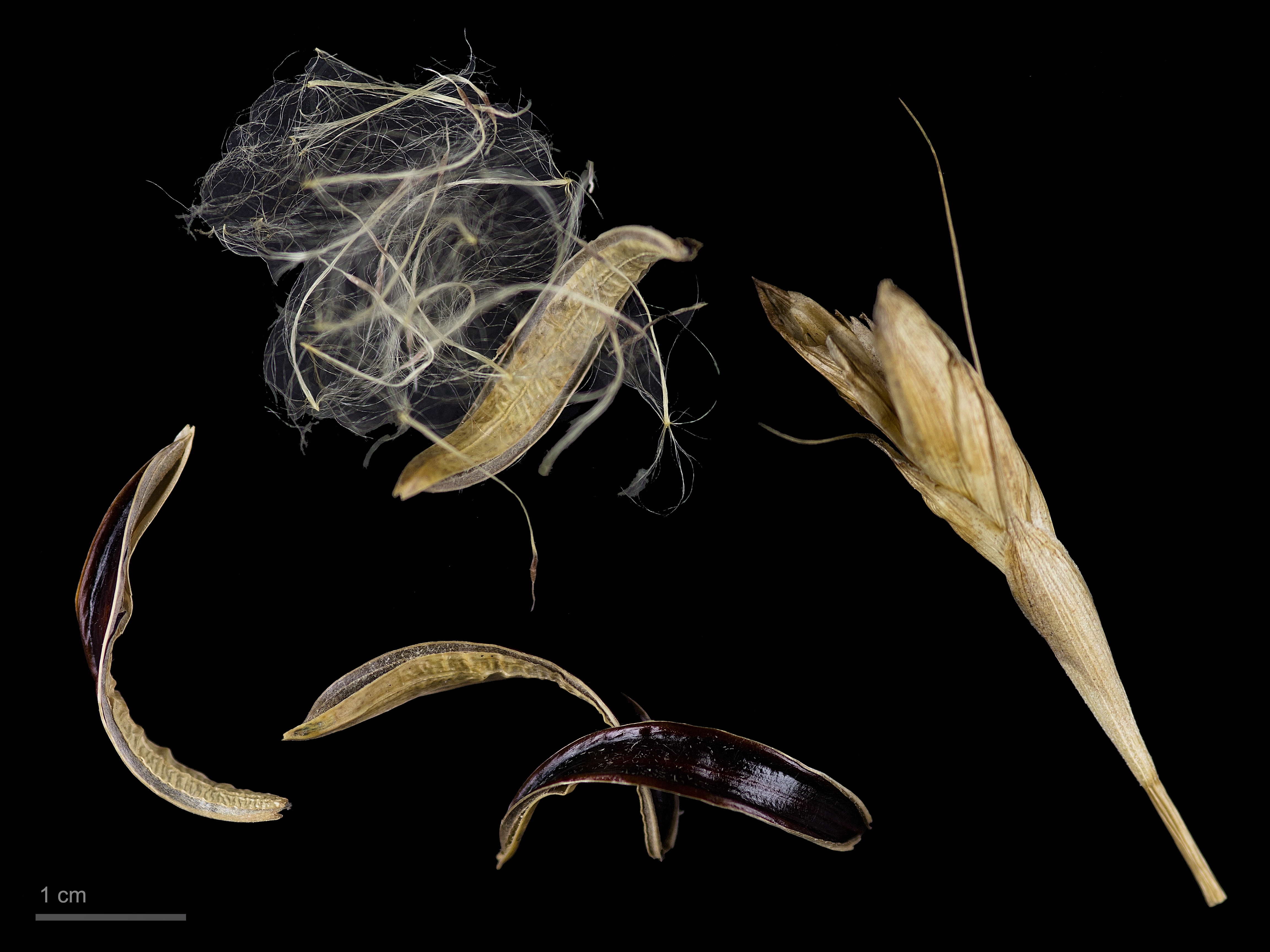
쉬더틸란드시아 - MHNT
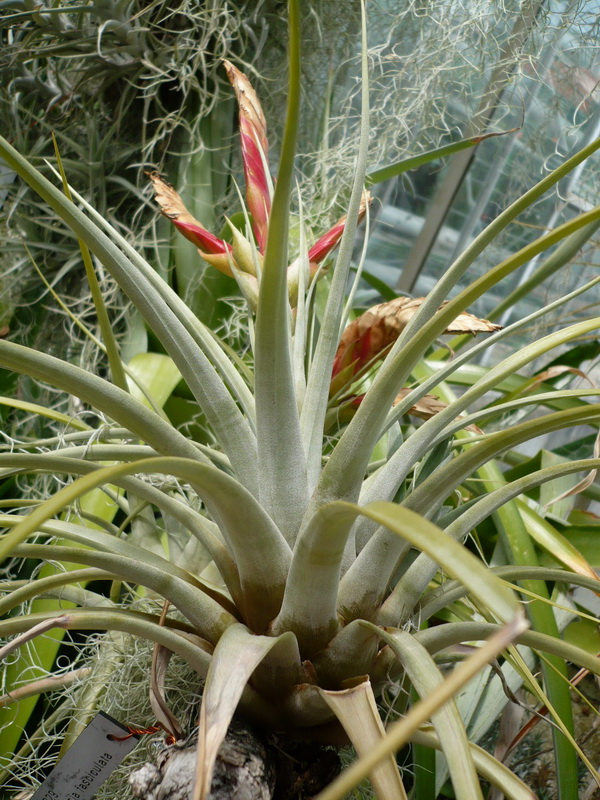
홍관조틸란드시아
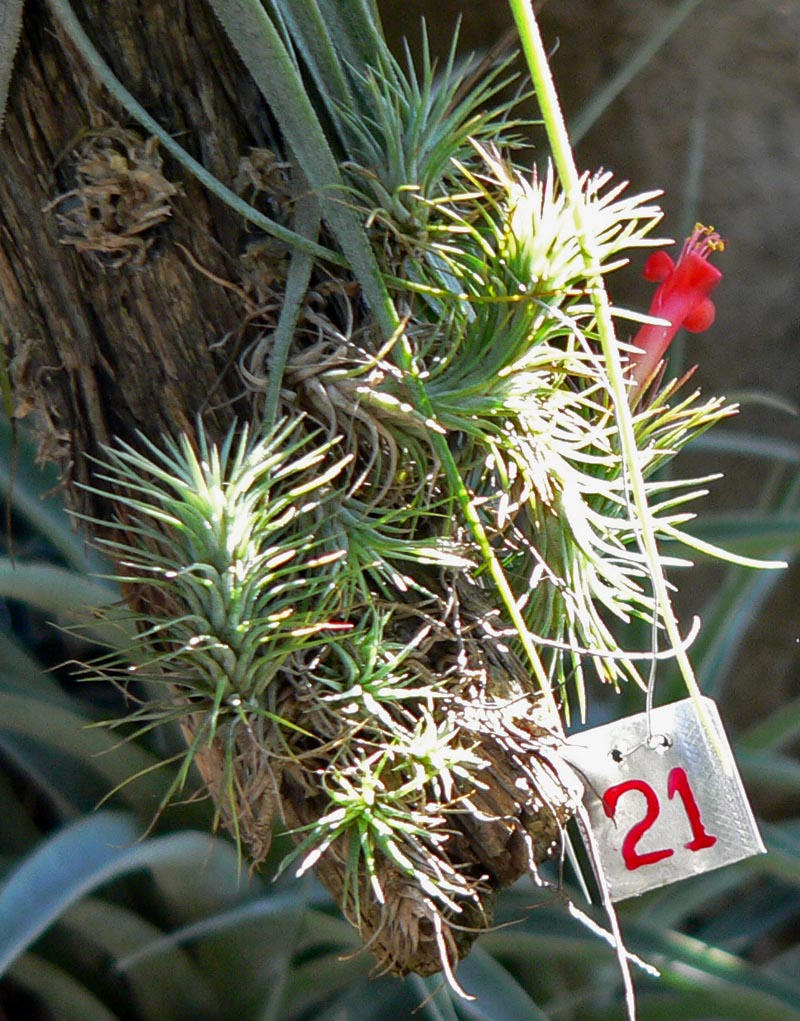
틸란드시아 푼키아나
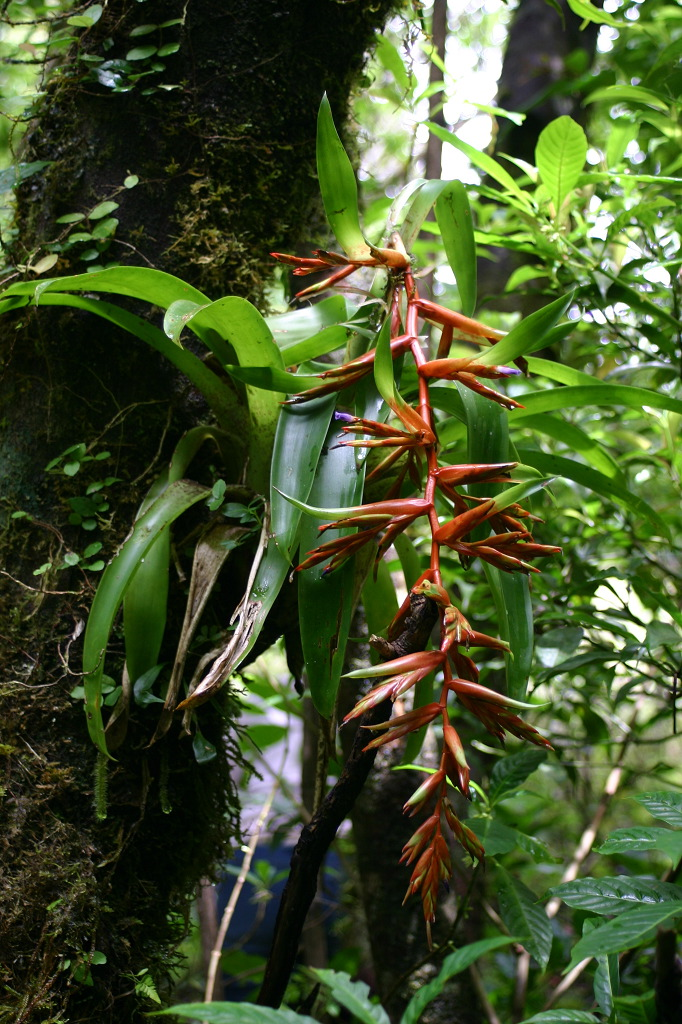
초록색 이파리와 꽃차례가 달려있는 틸란드시아 엑셀사
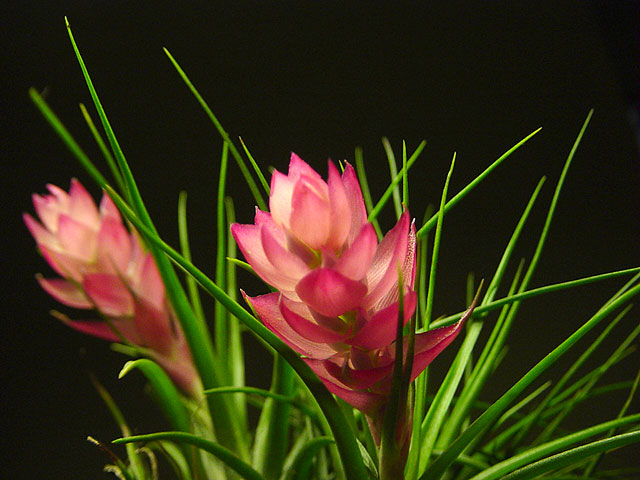
틸란드시아 스트릭타
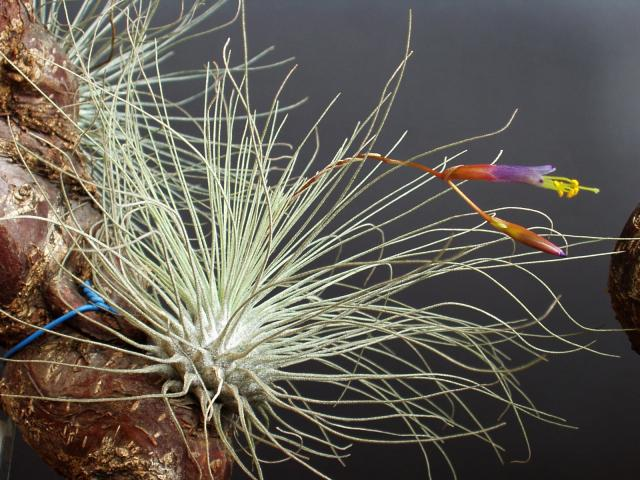
틸란드시아 아르젠테아